# قبر الكاردينال رينالدو برانكاتشي

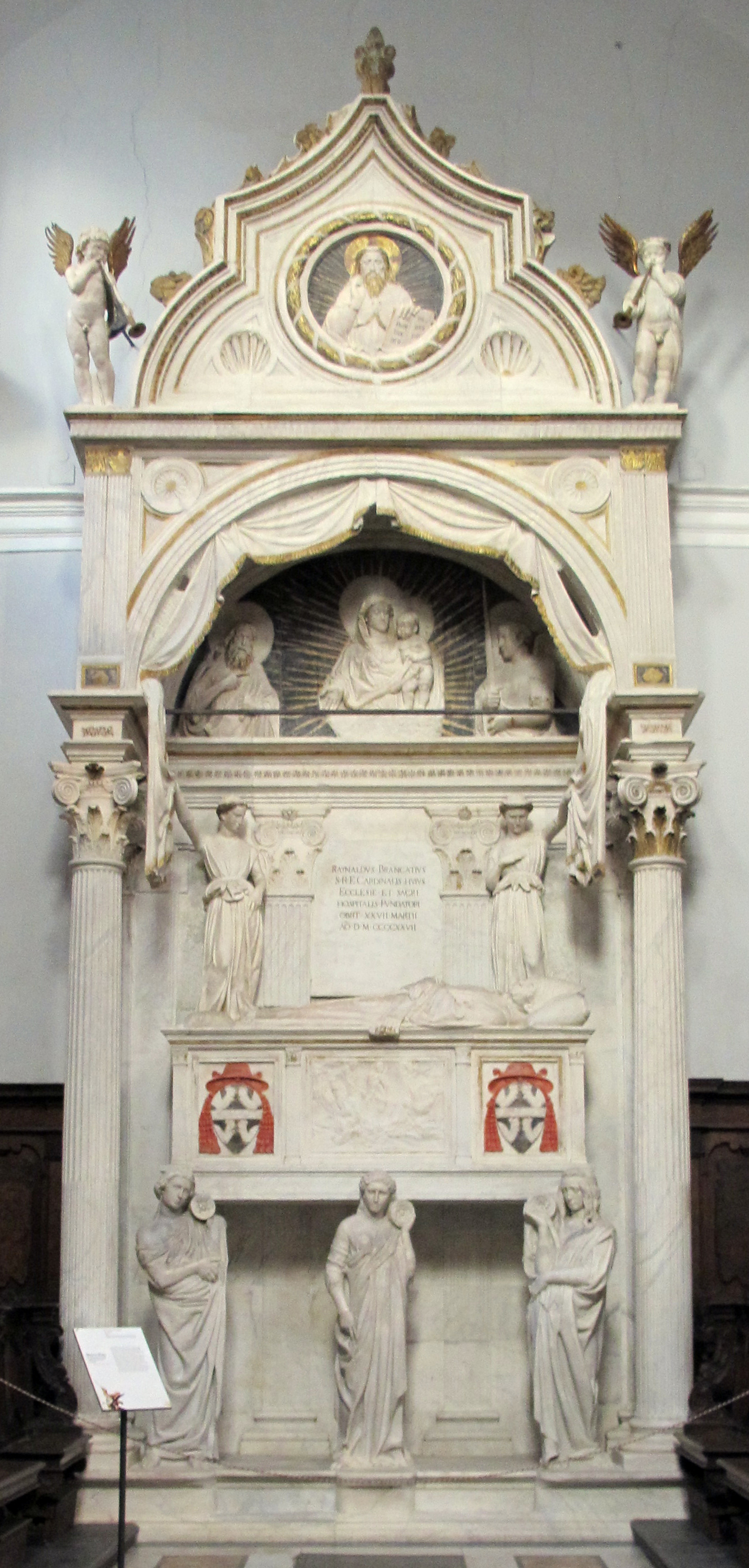
قبر الكاردينال برانكاشي.

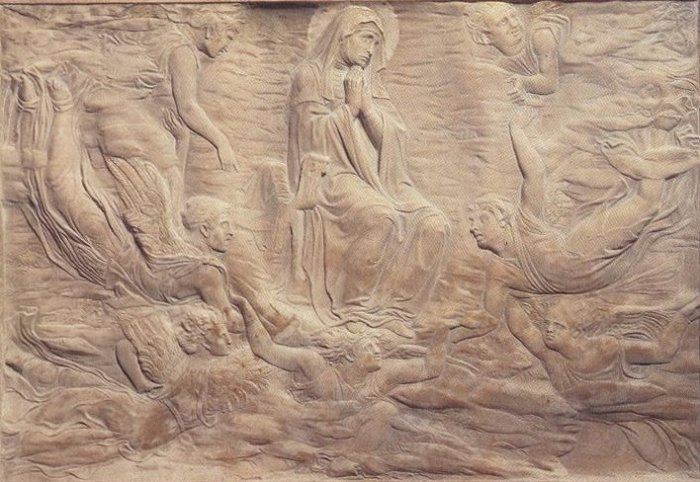
ارتياح دوناتيلو لـ "افتراض العذراء".

قبر الكاردينال رينالدو برانكاتشي (أو برانكاتشيو ) هو منحوته في كنيسة سانت أنجيلو نيلو في مدينة نابولي ، جنوب إيطاليا، نفذه دوناتيلو وميكيلوزو حوالي عام 1426-1428. بني من الرخام والمذهب جزئيا ومتعدد الألوان، ويبلغ ارتفاعه 11.60 مترا وعرضه 4.60 مترا.

## تاريخ
تم نحت العمل خلال شراكة دوناتيلو وميكيلوزو، والتي استمرت من سنة 1425 حتى أواخر ثلاثينيات القرن الخامس عشر. تم التكليف به عندما كان الكاردينال رينالدو برانكاتشي لا يزال على قيد الحياة: تشير رسالة موجهة إليه بتاريخ 5 يونيو 1427 إلى أن العمل قد اكتمل لمدة ربع واحد تقريبًا. في عام 1426، استأجر الفنانان ورشة عمل في بيزا ، حيث يمكن شحن قطع القبر بسهولة أكبر إلى نابولي عن طريق البحر؛ وكانت المدينة أيضًا أقرب إلى محاجر الرخام في كرارا . تعاون المساعدون، ومن بينهم ربما باجنو دي لابو بورتيجياني ، في العمل، الذي اكتمل وأرسل إلى وجهته في سنة 1428.

## أنظر أيضا
- قبر أنتيبوب يوحنا الثالث والعشرون